# Llibre de Tomàs el Contendent
El Llibre de Tomàs el contendent o l'atleta, és el sèptim i últim text del Còdex II dels Manuscrits de Nag Hammadi. És precedit per l'Apòcrif de Joan, els evangelis de Tomàs i Felip, la Hipòstasi dels Arconts, l'escrit Sobre l'origen del món, i l'Exegesi de l'ànima.

## Teories de composició
Actualment hi ha dues teories competint respecte a la seva composició:

### Teoria Moderna
La teoria més recent, desenvolupada per H. Schenke (1983), suposa que la seva font és un tractat hel·lenístic jueu de saviesa, probablement no cristià, designat com una carta del patriarca Jacob, el contendent amb Déu. Posteriorment, en l'òrbita del cristianisme, aquest tractat ascètic fou cristianitzat substituint la saviesa divina per Jesús, i l'addició en el títol d'"El llibre de Tomàs". A més, fou canviat probablement el gènere explicatiu pel gènera de diàleg de revelació. És a dir, el text fou repartit en petites seccions, posades en boca de Jesús com respostes a les preguntes fictícies fetes per l'apòstol Tomàs, que foren inserides en el text com pretext per les respostes del Salvador.
Com altres exemples de conversió similar d'una obra explicativa respecte a un diàleg es podria senyalar la Sofia de Jesucrist, que és reconeguda com una transformació de la carta no Cristiana d'Eugnostos en un diàleg posterior a la resurrecció entre Jesús i certs deixebles de confiança. L'epístola canònica de Sant Jaume, que malgrat no és un diàleg, ha estat considerada com una epístola apòcrifa hel·lenística jueva de Jacob amb algunes interpolacions cristianes superficials.

### Teoria antiga
La teoria més antiga observa que el diàleg entre Tomàs i Jesús ocupa solament les primeres tres quintes parts del tractat (NHC II, 138:4-142:21), mentre que les dues quintes restants (NHC II, 142:21-final) formen un monòleg llarg del Salvador, en que Tomàs té poc paper. Aquest fet i la detecció d'una sutura redaccional en (142: 21) suggereixen que el redactor podria haver compilat dues obres diferents, el diàleg entre Tomàs i Jesús, potser titulat el "Llibre de Tomàs el contendent, dirigit al perfecte", i la segona part seria una col·lecció de dites del Salvador. El redactor anteposà el diàleg a la col·lecció de dites, prologant tot amb les primeres paraules a Tomàs com el receptor i Maties com l'escriptor, però després afegir un títol designant Tomàs com l'escriptor de tot.
En la seva forma original, l'última part de dites haurien existit com un reflex endarrerit i decadent del gènere literari de les dites de Jesús, en el que les dites originals han estat tan ampliades amb la interpretació, que el text original ha estat arrasat, quedant només les fórmules vestigials com "De veritat et dic", "Sortós el que...," "Ai de vosaltres…", i un exemple d'una paràbola (144: 21-36).
Aquesta hipòtesi s'ajusta a un desenvolupament interpretatiu natural de les dites de Jesús: primer foren col·leccionades gradualment i ampliades amb material interpretatiu com en la font de dites Q o l'evangeli de Tomàs, i després foren incloses en una història-marc interpretativa més gran com un diàleg de post-resurrecció o un evangeli (com el de Joan).

## Lloc i data de composició
El Llibre de Tomàs el contendent és una expressió literària dels costums originaris d'Edessa, a Síria, sobre l'apòstol Judes Tomàs el missioner, referides per la tradició com enviat a l'Índia.
Estava probablement compost en la primera mitat del segle iii dC. l'Evangeli de Tomàs, escrit entre els anys 50-125 dC. es mostra com anterior, i els Fets de Tomàs, escrit als voltants de l'any 225 dC. hauria estat posterior. Els dos deriven del cristianisme ascètic i del premaniqueisme de la Síria oriental, entre Edesa (Urfu moderna) i Messene. El llibre de Tomàs ocupa un lloc intermedi entre l'Evangeli i els Fets, tant en la data de composició, com en el paper emprat per Tomàs en aquestes obres, com en l'evolució d'una de les col·leccions de dites (Evangeli de Tomàs) passant pel diàleg entre Jesús i Tomàs en el Llibre de Tomàs el contendent i finalment arribant a un romanç centrat en les gestes de Tomàs com missioner (els fets de Tomàs).
El llibre és una traducció a la llengua copta d'un original en grec, i el seu contingut es defineix ja en la primera pàgina com un evangeli gnòstic o "diàleg de revelació", com una recopilació de les paraules secretes pronunciades per Jesús als seus deixebles i transcrites per un altre deixeble anomenat Maties, l'apòstol que va substituir Judes Iscariot. El Llibre de Tomàs el Contendent no es troba citat per cap autor antic.